# Stipagrostis zeyheri
Stipagrostis zeyheri är en gräsart som först beskrevs av Christian Gottfried Daniel Nees von Esenbeck, och fick sitt nu gällande namn av De Winter. Stipagrostis zeyheri ingår i släktet Stipagrostis och familjen gräs.

## Underarter
Arten delas in i följande underarter:
- S. z. barbata
- S. z. macropus
- S. z. sericans